# 高橋由佳利
高橋 由佳利（たかはし ゆかり、1958年1月15日 - ）は、日本の女性漫画家。兵庫県姫路市出身。血液型はO型。

## 略歴
1978年、『りぼん』 (集英社) 夏の増刊号に掲載の「コットンシャツに夏の風」（単行本『お月さま笑った?』収録）でデビュー。初連載作は『それからのパスカル』。以降、同誌や『りぼんオリジナル』『マーガレット』（いずれも集英社）などに作品を発表。1990年ごろから、『ヤングユー』（集英社）に発表の場を移す。 1994年、トルコ滞在中に知り合ったトルコ人男性と結婚し、その後、男の子を出産。トルコと日本を行き来して生活する。1996年には、自身のイスタンブールでの異文化生活や出産体験をテーマにした漫画エッセイ作品『トルコで私も考えた』が発行され、長期シリーズとなった。
かつて2000年代前半、兵庫県神戸市中央区三宮地区にて「LALE」（ラーレ）というトルコ子供服・雑貨ショップを起業し、経営業にも携わっていた。その後2010年10月に同市同区北野町山本通地区で夫がトルコ料理屋「ケナン」を開業し（2016年12月閉店）、メニュー表のデザイン作成や店内販売トルコ雑貨品の陳列レイアウト策定など、多岐に渡って支援・協力している。
2011年11月、公式ツイッターで『トルコで私も考えたリターンズ』の執筆・『オフィスユー』誌上連載開始が正式にアナウンスされた。

## 主な作品
出版社の記載がないものは集英社発行。
- お月さま笑った?（1980年、りぼん）※短編集
- それからのパスカル（1980年、りぼん）
- 勝手にセレモニー（1981年、りぼん）単行本全2巻
- プラスティックドール（1982年 - 1983年、りぼん）全3巻
- 過激なレディ（1984年、りぼん）全2巻
- 王様たちの菜園（1985年、りぼん）※短編集
- なみだの陸上部（1984年 - 1985年、りぼん）単行本全3巻、2000年に集英社より新装文庫版全2巻発行
- わたしはサボテン 全2巻（1986年、りぼん） - 単行本全2巻
- 狸穴中学バナナ事件（1987年、りぼん）
- 子供は分かってくれない（1988年 - 1989年、マーガレット）単行本全3巻
- 天国の接吻（1989年、マーガレット）
- 兎のダンス（1990年、りぼんオリジナル）※短編集
- 月曜日が待ち遠しい（1990年、ヤングユー）※2000年集英社より新装文庫版発行
- レッスン（1991年、ヤングユー）※2000年集英社より新装文庫版発行
- どすこい天国（1992年、ブローチ、ASUKAなど 角川書店）
- 社長とわたしシリーズ（ヤングユーなど、1991年 - 1993年）※1999年集英社より新装文庫版発行
  - 逢う時はいつも他人
  - 絹の靴下
- トルコで私も考えた（1992年 - 2005年）単行本全4巻
- マンゴープリン・ココナッツゼリー（2003年）※短編集
- トルコで私も考えた 21世紀編（2005年 - 2008年、ヤングユー、YOU）
- 晶子の反乱（2005年、ヤングユーカラーズ）
- 守ってあげたい〜鍼灸師・診子の初恋〜 （2009年 - 2010年、YOU）

## イラスト担当作品
- 満点人物伝シリーズ ちびまる子ちゃんの樋口一葉（2004年）